# Gedik Ahmad Paixà
Ahmad Pasha Gedik (Sèrbia, ? - Edirne, 18 de novembre de 1482) fou gran visir otomà. Va construir la mesquita Gedik Ahmed a Afyon.
En el servei a palau va arribar a beglerbegi de Rum o Tokat amb Mehmet II, i després beglerbegi d'Anadolu (Anatòlia) el 1461. El 1470 fou nomenat segon visir.
Va conquerir Koyli Hisar el 1461; entre 1469 i 1472 va sotmetre la regió muntanyosa del beilicat dels karamànides i va conquerir Alaiyya el 1471, i Silifke, Mokan, Gorigos i Lulye (Lullon) el 1472. Va rebutjar un atac del karamànida Pîr Ahmed ajudat pels Ak Koyunlu que havia reconquerit Karaman i avançava cap a la regió d'Hamid, i va recuperar l'emirat de Karaman. Sembla que va tenir part important en la victòria sobre l'Ak Koyunlu Uzun Hasan el 1473. Els karamànides van conquerir (1473) la regió d'Ič amb ajut d'una flota cristiana i Ahmad els va combatre i va recuperar la regió i va ocupar Minan i Silifke; va massacrar als caps locals a la regió de Tash (1474). El 1474 el gran visir Mahmud Kemal Pashzade fou executat i Ahmad, que era segon visir, va ocupar el seu lloc.
Va ser enviar al Kanat de Crimea contra les colònies de Gazària de la República de Gènova i va ocupar Feodòssia el juny de 1745, Soldaia i Tana, assetjant Mangup, que finalment fou conquerida al desembre del 1475 per Yakub Beg. El sultà otomà va mantenir captiu a Meñli I Giray, enderrocat el març del 1475 pel seu germà Nur Devlet amb suport de la noblesa, fou dut a Istanbul on va haver de signar un tractat pel que reconeixia la protecció otomana 1476 i fou alliberat, sent permès governar com a príncep tributari de l'Imperi Otomà. Tanmateix, els khans de Crimea encara tenien una gran quantitat d'autonomia respecte de l'Imperi Otomà, mentre que els otomans controlaven directament la costa sud. Després de l'ocupació otomana completada a començaments del 1476 el tron va quedar de fet vacant ja que Mengli no fou autoritzat a retornar fins al 1478
Va contradir al sultà sobre una expedició a Shkodër (Albània) i fou destituït a primers de maig de 1476 i empresonat a Rumeli Hisar; alliberat el 1478 fou nomenat kapudan (almirall) de la flota. El 1479 va conquerir l'illa de Santa Maura a Leonardo III Tocco que al perdre també Vonitza va fugir a Nàpols. Ahmad va sortir de Avlona amb la flota i va conquerir Òtranto l'11 d'agost de 1480. A la primavera següent, mentre organitzava la flota a Òtranto, va ser sol·licitat per donar suport a Baiazet II contra el seu germà Djem Sultan, i va ser decisiu en la victòria, però sembla que va deixar escapar a Djem cap a Egipte i Baiezet II à el va fer empresonar, encara que fou tot seguit rehabilitat. Quan un nou intent de Djem per assolir el tron va fracassar, Baiazed II es va considerar prou consolidat per no necessitar a Ahmad i el va fer executar el 18 de novembre de 1482.